# 多里格利夫
50°6′43″N 28°10′52″E / 50.11194°N 28.18111°E
多里格利夫（烏克蘭語：Дриглів），是烏克蘭北部的村莊，隸屬日托米爾州的日托米爾區。該村面積2.62平方公里，海拔高度220米，2001年人口398，人口密度每平方公里151.85人。